# Officier et Gentleman
Pour plus de détails, voir Fiche technique et Distribution.
Officier et Gentleman (An Officer and a Gentleman) est un film américain réalisé par Taylor Hackford, sorti en 1982.

## Synopsis
Loner Zack Mayo, fils d'un sous-officier de marine alcoolique et coureur de prostituées s'engage dans l'armée pour devenir officier aviateur.
Il doit faire face au sergent instructeur Foley qui lui mène la vie bien plus dure qu'aux jeunes recrues de sa section car, à ses yeux, Zack n'est pas digne de devenir officier. Zack fait la connaissance d'une jeune femme Paula dont il tombe amoureux.

## Fiche technique
- Titre : Officier et Gentleman
- Titre original : An Officer and a Gentleman
- Réalisation : Taylor Hackford
- Scénario : Douglas Day Stewart
- Production : Martin Elfand et Douglas Day Stewart
- Musique : Jack Nitzsche
- Photographie : Donald E. Thorin
- Montage : Peter Zinner
- Décors : Philip M. Jefferies et James L. Berkey
- Société de distribution : Paramount Pictures
- Pays de production : États-Unis
- Langue : anglais
- Format : Couleurs
- Genre : Drame romantique
- Durée : 119 minutes
- Date de sortie :
  - Canada : 28 juillet 1982
  - États-Unis : 13 août 1982
  - France : 16 janvier 1983

## Distribution
- Richard Gere (VF : Joël Martineau) : Zack Mayo
- Debra Winger (VF : Béatrice Delfe) : Paula Pokrifki
- David Keith (VF : François Leccia) : Sid Worley
- Robert Loggia (VF : Jacques Dynam) : Byron Mayo
- Lisa Blount (VF : Sylvie Feit) : Lynette Pomeroy
- Lisa Eilbacher (VF : Catherine Lafond) : Casey Seeger
- Louis Gossett Jr. (VF : Jacques Deschamps) : le sergent instructeur Emil Foley
- Tony Plana : Emiliano Della Serra
- Harold Sylvester (VF : Daniel Russo) : Perryman
- David Caruso (VF : Philippe Bellay) : Topper Daniels
- Victor French (VF : Jean Violette) : Joe Pokrifiki
- Grace Zabriskie (VF : Annie Bertin) : Esther Pokrifiki
- Tommy Petersen (it) (VF : Fabrice Josso) : le jeune Zack
- Jane Wilbur (VF : Paula Dehelly) : Nellie Rufferwell
- Vern Taylor (VF : Raymond Loyer) : Tom Worley
- Norbert M. Murray (VF : Claude Joseph) : l'instructeur chambre d'altitude
- William Graves (VF : Michel Gudin) : le capitaine Graves
- Brian D. Ford (VF : Michel Paulin) : l'instructeur aérodynamique
- John Laughlin (en) (VF : Marc François) : Troy

## Distinctions
Lors de la 55e cérémonie des Oscars, en 1983, le film reçoit six nominations, parmi lesquelles deux lui sont attribuées :
- Oscar du meilleur acteur dans un second rôle pour Louis Gossett Jr.
- Oscar de la meilleure chanson originale (Up Where We Belong)

## Bande originale
- Up Where We Belong, paroles de Will Jennings, interprétée par Joe Cocker et Jennifer Warnes
- Treat Me Right, Pat Benatar
- Hungry for Your Love, Van Morrison
- Tush, ZZ Top
- Tunnel of Love, Mark Knopfler, Dire Straits
- Feelings, Morris Albert

## À noter
En 2011 lors du 6e Festival international du film de Rome, Richard Gere reçoit le Prix Marc Aurèle d'honneur des mains de Debra Winger, alors membre du jury.
Au générique final, dans la rubrique des références musicales, la chanson Feelings est très peu renseignée. À savoir que Feelings (en français : Dis-lui, connue surtout grâce à Mike Brant) était au cœur d'un procès pour plagiat. Il a été établi que l'auteur de cette chanson est Loulou Gasté, feu le mari de Line Renaud. On note également que le réalisateur ne dit rien à ce sujet lors de ses commentaires dans le DVD de l'édition 2004.